# Merindad de Río Ubierna
Merindad de Río Ubierna è un comune spagnolo di 1 441 abitanti situato nella comunità autonoma di Castiglia e León.

## Località
Il comune comprende 22 centri abitati:
- Castrillo de Rucios
- Celadilla-Sotobrín
- Cernégula
- Cobos junto a la Molina
- Gredilla la Polera
- Hontomín
- Lermilla
- Masa
- Mata
- La Molina de Ubierna
- Peñahorada
- Quintanarrío
- Quintanarruz
- Quintanilla-Sobresierra
- Robredo Sobresierra
- San Martín de Ubierna
- Sotopalacios (capoluogo)
- Ubierna
- Villalbilla Sobresierra
- Villanueva de Río Ubierna
- Villaverde Peñahorada